# 信孚里
31°18′15″N 120°37′22″E / 31.30417°N 120.62278°E
信孚里位于中国江苏省苏州市姑苏区十梓街与五卅路路口，是一处海派里弄石库门住宅群，1991年列为苏州市文物保护单位。
信孚里1933年由信孚银行购下江苏省水警第三区区部地产后建造，占地7553平方米，建筑面积4712平方米，为一处保存较好的30年代里弄式公共住宅群。
- 南面